# Монарх Елены
Монарх Елены (лат. Hypothymis helenae) — вид птиц семейства монарховых (Monarchidae). Выделяют 3 подвида. Эндемик Филиппин.

## Описание
У самцов верхняя часть тела, голова и грудь тёмно-синего цвета, брюхо белое. У самок верхняя часть тела серо-голубая.
Песня представляет собой серию чистых пронзительных нот, увеличивающихся в громкости. Также издает крик из двух-трёх резких скрипучих нот с более высокой первой нотой.
Монарх Елены обитает в подлеске низменных тропических лесов. Встречается на высоте до 1000 метров над уровнем моря. Часто присоединяется к смешанным группам птиц, таких как Rhipidura cyaniceps, коричная райская мухоловка (Terpsiphone cinnamomea), Sitta oenochlamys.

## Подвиды и распространение
Выделяют 3 подвида:
- H. h. agusanae  Rand, 1970 — острова Динагат, Сиаргао и восток Минданао
- H. h. helenae (Steere, 1890) — Лусон, Полилло, Катандуанес и Самар
- H. h. personata  (McGregor, 1907) — Камигин